# Nureci
Nureci (sardisk: Nurèci) er en by og en kommune (comune) i provinsen Oristano i regionen Sardinien i Italien. Byen ligger i 335 meters højde og har 360 indbyggere (2016). Kommunen har et areal på 12,87 km² og grænser til kommunerne Assolo, Genoni, Laconi og Senis.